# サムエウ・ジアス・リーノ
サムエウ・ジアス・リーノ（Samuel Dias Lino 、1999年12月23日 - ）は、ブラジル・サントアンドレ出身のプロサッカー選手。カンピオナート・ブラジレイロ・セリエA・フラメンゴ所属。ポジションはFW。

## 来歴
2019年6月30日、ジル・ヴィセンテとプロ契約を結んだ。2019年8月3日、タッサ・ダ・リーガのCDアヴェス戦でプロデビューを果たした（3-2で勝利）。
2022年7月8日、5年契約でアトレティコ・マドリードに移籍した。
7月28日、バレンシアCFへのローンが発表された。
2025年7月29日、フラメンゴに4年半契約で移籍した。